# Piotr Markiewicz
Piotr Markiewicz (Sejny, 23 settembre 1973) è un ex canoista polacco.
Ha vinto una medaglia di bronzo ad Atlanta 1996 nel K1 500 m. Si è ritirato nel 2001 dopo un incidente stradale.

## Palmarès
- Olimpiadi

Atlanta 1996: bronzo nel K1 500 m.
- Mondiali

1993: argento nel K4 10000 m.
1994: argento nel K4 1000 m.
1995: oro nel K1 200 m e K1 500 m.
- Campionati europei di canoa/kayak sprint

Plovdiv 1997: bronzo nel K4 200m e K4 1000m.